# 時鐘座β
時鐘座β，又名CP-64 215，HD 18866、SAO 248701、HR 909，是時鐘座的一颗A-型巨星，视星等为4.99，位于銀經282.85，銀緯-47.79，其B1900.0坐标为赤經2h 56m 54.3s，赤緯-64° -47.79′ 8″。